# Дииодид дикарбонилрутения
Дииоди́д дикарбонилруте́ния — неорганическое соединение, 
карбонильный комплекс рутения с формулой Ru(CO)2I2,
коричневые или красно-жёлтые кристаллы,
не растворяется в воде.

## Получение
- Реакция нонакарбонилрутения с иодом:

{\displaystyle {\mathsf {Ru_{2}(CO)_{9}+2I_{2}\ {\xrightarrow {}}\ 2Ru(CO)_{2}I_{2}+2CO}}}
- Действие монооксида углерода на иодид рутения(III):

{\displaystyle {\mathsf {2RuI_{3}+4CO\ {\xrightarrow {}}\ 2Ru(CO)_{2}I_{2}+I_{2}}}}

## Физические свойства
Дииодид дикарбонилрутения образует диамагнитные коричневые или красно-жёлтые кристаллы.
Не растворяется в воде и органических растворителях.

## Химические свойства
- Реагирует с цианистым калием:

{\displaystyle {\mathsf {Ru(CO)_{2}I_{2}+2KCN\ {\xrightarrow {}}\ K_{2}[Ru(CO)_{2}(CN)_{2}I_{2}]}}}